# 米特罗凡·涅杰林
米特罗凡·伊万诺维奇·涅德林（俄语：Митрофа́н Ива́нович Неде́лин，1902年11月9日—1960年10月24日），为苏联炮兵主帅，战略火箭军的首任总司令，第4、5届最高苏维埃副主席，第19、20届苏共代表大会代表，苏共中央候补委员，1960年死于后被称为涅德林災難的战略导弹发射事故。

## 早年
涅杰林生于鲍里索格列布斯克的一个工人家庭，1920年加入了苏联红军，作为西南方面军的一员参与到俄国内战之中，曾在1920年到1922年间参与清剿波兰白军、突厥斯坦地区的战斗之中。1923年毕业于突厥斯坦方面军政治军事课程，第二年加入苏联共产党。1928年后开始承担政治工作，成为炮兵连的政委。1929年进入炮兵学院进修，之后曾任炮兵连长和炮兵团长。1937年至1939年期间参与了西班牙内战，后来又成为到冬季战争的参战人员。

## 苏德战争期间
1939年任摩托化步兵第1师炮兵第13团团长。1940年任步兵第160师炮兵主任。1941年毕业于捷尔任斯基炮兵学院的炮兵高级指挥官课程，1941年4月30日任反坦克炮兵第4旅旅长，在战争中曾指挥过第18集团军、第37集团军、第56集团军的炮兵副司令与司令；1943年北高加索方面军炮兵副司令、炮兵第5军军长、西南方面军暨乌克兰第3方面军炮兵副司令。跟随自己所属的部队参加了解放贝尔格莱德、维也纳、布达佩斯的战役。在担任乌克兰第3方面军炮兵指挥官参与巴拉顿湖战役期间，涅杰林将火炮和迫击炮的火力集中起来，用160门各式火炮轰击3公里长的德军防线，为后续的装甲部队突击创造了条件。因为在这一战役中的杰出表现，最高苏维埃主席团在1945年4月28日授予涅杰林苏联英雄称号和金星奖章。

## 苏德战争结束后
战争结束后担任苏联在欧洲的南部集群炮兵司令，1946年4月任苏联武装力量炮兵参谋长。1948年11月15日至1950年3月26日任苏军炮兵装备总监（也译作苏军总军械部部长）兼苏联武装力量炮兵第一副司令。1950年3月26日至1952年1月17日任苏联武装力量炮兵司令。1952年1月17日至1953年4月23日任主管装备的国防部副部长。1953年4月23日至1955年3月21日第二次出任苏联武装力量炮兵司令。1953年8月4日晋升军衔为炮兵元帅。1955年3月21日至1959年12月第二次出任主管装备的国防部副部长。1959年8月5日军衔升为炮兵主帅。1959年12月担任新成立的苏联战略火箭军首任司令。
1960年10月24日，在他负责的R-16洲际弹道导弹发射试验时，由于火箭第二级发射故障造成燃料外泄燃烧，坐在发射现场不远的涅杰林当场身亡尸骨无存，只有肩章、钥匙等金属物残留下来，这场事故有时也被称作涅杰林灾难。为了掩盖事故真相，苏联对外宣称涅杰林死于飞机事故，直到戈尔巴乔夫时代才公布了真相。涅杰林死后其部分遗物被埋入克里姆林宫红场墓园。

## 軍銜
- 炮兵少將：1942年5月13日
- 炮兵中將：1943年9月25日
- 炮兵上將：1944年4月3日
- 炮兵元帥：1953年8月4日
- 炮兵主帥：1959年5月8日

## 榮譽
|  | 蘇聯英雄金星獎章                    |
|  | 列寧勳章：五次                      |
|  | 紅旗勳章：四次                      |
|  | 一級蘇沃洛夫勳章                    |
|  | 一級庫圖佐夫勳章                    |
|  | 一級赫梅利尼茨基勳章                |
|  | 一級衛國戰爭勳章                    |
|  | 榮譽勳章                            |
|  | 保衛高加索獎章                      |
|  | 1941-1945年偉大衛國戰爭戰勝德國獎章 |
|  | 攻克維也納獎章                      |
|  | 攻克柯尼斯堡獎章                    |
|  | 攻克布達佩斯獎章                    |
|  | 工農紅軍二十週年紀念獎章            |
|  | 蘇聯陸海軍三十週年紀念獎章          |
|  | 蘇聯武裝力量四十週年紀念獎章        |